# Federico di Toscana
Federico di Toscana (o Federico di Canossa) (1040 circa – 1055) è stato un nobile italiano, margravio di Toscana dal 1052 fino alla sua morte.

## Biografia
Federico fu l'unico figlio maschio di Bonifacio IV di Toscana e di Beatrice di Bar. Era appena dodicenne quando il padre morì il 6 maggio 1052, lasciandogli in eredità il grande margraviato del centro-nord Italia.
Sua madre lo affiancò come reggente fino al 1054, quando sposò Goffredo III di Lorena detto il Barbuto, già duca della Bassa Lorena.
L'imperatore Enrico III arrestò Beatrice e il suo giovane figlio Federico: relegò quindi la donna in Germania, separandola dal marito e dal figlio. Enrico affermava che il matrimonio era stato accordato senza il suo permesso, e perciò non era considerato valido. Approvando invece il nuovo matrimonio con Goffredo, quest'ultimo ottenne il governo della Toscana in vece di Beatrice e Federico, che morì pochi giorni dopo. Così il margraviato passò a sua sorella, Matilde di Toscana.

## Ascendenza
|                           |                           |                          | Genitori                |  |  | Nonni |  |  | Bisnonni                  |  |  | Trisnonni          |  |
|                           |                           |                          |                         |  |  |       |  |  | Adalberto Atto di Canossa |  |  | Sigifredo di Lucca |  |
|                           |                           |                          |                         |  |  |       |  |  | Adalberto Atto di Canossa |  |  | Sigifredo di Lucca |  |
|                           |                           | ...                      |                         |  |  |       |  |  | Adalberto Atto di Canossa |  |  |                    |  |
| Tedaldo di Canossa        |                           |                          |                         |  |  |       |  |  | Adalberto Atto di Canossa |  |  |                    |  |
|                           |                           | Ildegarda dei Supponidi  | Sigifredo dei Supponidi |  |  |       |  |  |                           |  |  |                    |  |
|                           |                           | Ildegarda dei Supponidi  | Sigifredo dei Supponidi |  |  |       |  |  |                           |  |  |                    |  |
|                           |                           | Ildegarda dei Supponidi  | ...                     |  |  |       |  |  |                           |  |  |                    |  |
| Bonifacio di Canossa      |                           | Ildegarda dei Supponidi  |                         |  |  |       |  |  |                           |  |  |                    |  |
|                           |                           | Adimaro                  | Bonifacio II di Spoleto |  |  |       |  |  |                           |  |  |                    |  |
|                           |                           | Adimaro                  | Bonifacio II di Spoleto |  |  |       |  |  |                           |  |  |                    |  |
|                           |                           | Adimaro                  | Waldrada di Borgogna    |  |  |       |  |  |                           |  |  |                    |  |
| Willa degli Hucpoldingi   |                           | Adimaro                  |                         |  |  |       |  |  |                           |  |  |                    |  |
|                           |                           | ...                      | ...                     |  |  |       |  |  |                           |  |  |                    |  |
|                           |                           | ...                      | ...                     |  |  |       |  |  |                           |  |  |                    |  |
|                           |                           | ...                      | ...                     |  |  |       |  |  |                           |  |  |                    |  |
| Federico di Toscana       |                           | ...                      |                         |  |  |       |  |  |                           |  |  |                    |  |
|                           | Teodorico I di Lotaringia | Federico I di Lotaringia |                         |  |  |       |  |  |                           |  |  |                    |  |
|                           | Teodorico I di Lotaringia | Federico I di Lotaringia |                         |  |  |       |  |  |                           |  |  |                    |  |
|                           | Teodorico I di Lotaringia | Beatrice di Parigi       |                         |  |  |       |  |  |                           |  |  |                    |  |
| Federico II di Lotaringia | Teodorico I di Lotaringia |                          |                         |  |  |       |  |  |                           |  |  |                    |  |
|                           |                           | Richilde di Bliesgau     | Folmar I di Bliesgau    |  |  |       |  |  |                           |  |  |                    |  |
|                           |                           | Richilde di Bliesgau     | Folmar I di Bliesgau    |  |  |       |  |  |                           |  |  |                    |  |
|                           |                           | Richilde di Bliesgau     | Berta                   |  |  |       |  |  |                           |  |  |                    |  |
| Beatrice di Lotaringia    |                           | Richilde di Bliesgau     |                         |  |  |       |  |  |                           |  |  |                    |  |
|                           |                           | Ermanno II di Svevia     | Corrado I di Svevia     |  |  |       |  |  |                           |  |  |                    |  |
|                           |                           | Ermanno II di Svevia     | Corrado I di Svevia     |  |  |       |  |  |                           |  |  |                    |  |
|                           |                           | Ermanno II di Svevia     | Reglint                 |  |  |       |  |  |                           |  |  |                    |  |
| Matilde di Svevia         |                           | Ermanno II di Svevia     |                         |  |  |       |  |  |                           |  |  |                    |  |
|                           |                           | Gerberga di Borgogna     | Corrado III di Borgogna |  |  |       |  |  |                           |  |  |                    |  |
|                           |                           | Gerberga di Borgogna     | Corrado III di Borgogna |  |  |       |  |  |                           |  |  |                    |  |
|                           |                           | Gerberga di Borgogna     | Matilde di Francia      |  |  |       |  |  |                           |  |  |                    |  |
|                           |                           | Gerberga di Borgogna     |                         |  |  |       |  |  |                           |  |  |                    |  |